# Phil Thompson
Philip „Phil“ Bernard Thompson (* 21. Januar 1954 in Liverpool) ist ein ehemaliger englischer Fußballspieler. Er war als Abwehrspieler in der erfolgreichen Mannschaft des FC Liverpool der 1970er- und 1980er-Jahre aktiv und betreute den Klub später als Co-Trainer.

## Laufbahn als Fußballspieler
Thompson war in seiner Jugendzeit Anhänger der FC Liverpool, wurde im Jahr 1971 Teil des Profikaders und debütierte nur ein Jahr später in der ersten Mannschaft. 1973 gewann er mit seinem Verein das Double aus englischer Meisterschaft und UEFA-Pokal und hatte an beiden Erfolgen maßgeblichen Anteil. Im Laufe der anschließenden Saison hatte er bereits seinen unmittelbaren Konkurrenten Larry Lloyd aus der Mannschaft und Tommy Smith auf den Außenverteidigerposten verdrängt und bildete fortan mit dem Mannschaftskapitän Emlyn Hughes eine effektive Partnerschaft in der Innenverteidigung.
Beim 3:0-Finalsieg im FA Cup gegen Newcastle United im Jahr 1974 nahm er den gegnerischen Mittelstürmer Malcolm Macdonald durch konsequente Manndeckung aus dem Spiel und war zwei Jahre später Bestandteil der Mannschaft, die erneut den UEFA-Pokal und die englische Meisterschaft gewinnen konnte. Im gleichen Jahr wurde Thompson auch erstmals in die englische Nationalmannschaft berufen. Während eines Miniturniers in den USA kam er dabei im Sommer beim Spiel gegen Italien zu seinem ersten Treffer.
Es folgte im Jahr 1977 eine der erfolgreichsten Spielzeiten in der Geschichte des FC Liverpool, in der Thompson jedoch eine lange Verletzungspause erlitt. Obwohl er auf eine ausreichende Anzahl von Spielen kam, um die Medaille für den englischen Meistertitel zu erhalten, verhinderten die Blessuren seine Teilnahme an der entscheidenden Phase des FA Cups und des Europapokals der Landesmeister. Liverpool verlor mit dem altgedienten Ersatzmann für Thompson, Smith, zunächst das FA-Cup-Endspiel, konnte jedoch nur einige Tage später in Rom den Landesmeisterpokal gegen Borussia Mönchengladbach erringen.
Thompson erholte sich von seiner Verletzung und kehrte in der anschließenden Saison in die Defensive Liverpools zurück. Die Mannschaft erreichte dabei erstmals das Finale im Ligapokal, ein Wettbewerb, den der Verein zuvor nicht sehr ernst genommen hatte. Nach einem torlosen Remis im Wembley-Stadion gegen Nottingham Forest traf man sich erneut zu einem Wiederholungsspiel, in dem Thompson ein Foul gegen John O’Hare, Mittelstürmer von Forest, beging, das zum entscheidenden Elfmeter führte und der Mannschaft von Brian Clough den Sieg bescherte. Im Nachhinein stellte man jedoch fest, dass das Foul außerhalb des Strafraums begangen wurde und zu einem Freistoß, anstelle des Elfmeters, hätte führen müssen. Auch in der Meisterschaft verlor Liverpool das Titelrennen gegen Nottingham, konnte jedoch den Erfolg im europäischen Landesmeisterwettbewerb wiederholen, wobei im Finale, nun mit Thompson in den eigenen Reihen, der FC Brügge besiegt wurde.
Mit Alan Hansen als neuem Partner Thompsons in der Innenverteidigung holte sich Liverpool 1979 die englische Meisterschaft zurück. Als Hughes dann spät im Jahr 1979 den Verein in Richtung der Wolverhampton Wanderers verließ, wurde Thompson zum neuen Mannschaftskapitän ernannt und hob 1980 in dieser Funktion die englische Meisterschaftstrophäe in die Höhe. Auch in der Nationalmannschaft spielte Thompson regelmäßig und qualifizierte sich für die EM 1980 in Italien, das erste Turnier für England seit zehn Jahren, in dem man jedoch früh ausschied.
Der erfolgreichste Zeitpunkt während Thompsons Kapitänsphase fand dann im Jahr 1981 statt, als er nach einem Endspielsieg im Europapokal der Landesmeister gegen Real Madrid, dem nun dritten Erfolg Liverpools insgesamt, den Pokal entgegennahm. Zudem erhielt er noch den Ligapokal, den die Mannschaft nach einem Sieg im Wiederholungsspiel gegen West Ham United gewann, der zudem eine vierjährige Siegesserie Liverpools in diesem Wettbewerb einleitete.
Es folgten einige Unstimmigkeiten mit Trainer Bob Paisley, der das Kapitänsamt an Graeme Souness weiterleitete, obwohl Thompson weiterhin regelmäßig in der Abwehr zum Einsatz kam und 1982 sowie 1983 erneut die englische Meisterschaft gewann. Beim Gewinn des Ligapokals war er 1982 ebenfalls in der Mannschaft, verpasste jedoch im darauffolgenden Jahr den erneuten Finalsieg aufgrund einer Verletzung.
Ab 1984 verschlechterte sich Thompsons Perspektive in Liverpool deutlich, nachdem Hansen mit dem jungen Mark Lawrenson einen neuen regelmäßigen Defensivpartner erhielt. Liverpool gewann sowohl die Meisterschaft, den Ligapokal und den Landesmeisterwettbewerb, aber Thompson konnte zu diesen Erfolgen nichts beitragen.

## Laufbahn als Fußballtrainer
Thompson wurde 1985 an Sheffield United verkauft, wo er sich jedoch dort nicht durchsetzen und beendete im Alter von nur 31 Jahren seine aktive Fußballerkarriere. Daraufhin wurde er von Liverpools neuem Trainer Kenny Dalglish als Co-Trainer verpflichtet. Als „Dalglishs rechte Hand“ betreute er das Team, das nun von Hansen als Kapitän angeführt wurde, in den darauffolgenden vier Jahren und gewann mit ihnen im Jahr 1988 und 1990 die englische Meisterschaft sowie 1989 den FA Cup. Ein sehr bekanntes Bild zeigt dabei Thompson während der letzten Minuten des FA-Cup-Endspiels gegen den Merseyside-Rivalen FC Everton, als er stark schwitzend in Anzug und Krawatte einer Evertoner Torchance entgegen fieberte. Everton schoss in dieser Phase auch das Ausgleichstor, das die Verlängerung erzwang. Dennoch gewann Liverpool anschließend.
Als Souness, der Thompson bereits als Mannschaftskapitän abgelöst hatte, nach Liverpool zurückkehrte, um nun später im Jahr 1991 des Traineramt von Dalglish zu übernehmen, waren auch Thompsons Tage gezählt und er verließ den Verein zur gleichen Zeit.
In der Folgezeit betätigte sich Thompson zumeist als Fußballexperte in der englischen Öffentlichkeit, bis dann Gérard Houllier im Jahr 1998 neuer Trainer in Liverpool wurde. Houllier benötigte nach dem Fortgang von Roy Evans einen altgedienten Kenner der Liverpooler Szene und bot Thompson an, in seine alte Tätigkeit zurückzukehren. Thompson nahm dieses Angebot an und es folgte eine zweite, sehr ereignisreiche Ära. Sein Streit mit dem populären Stürmer Robbie Fowler wurde allgemein als Hauptgrund für den Transfer Fowlers zu Leeds United angenommen. Darüber hinaus übernahm er mit einigem Erfolg die alleinige Betreuung der Mannschaft, als sich Houllier einer Herzoperation unterziehen musste.
Als Houllier im Jahr 2004 den Verein verließ, tat ihm Thompson dies nach. Heute ist er erneut als Experte unterwegs und arbeitet vor allem regelmäßig für Sky Sports.

## Erfolge
- Europapokalsieger der Landesmeister: 1977, 1978, 1981
- UEFA-Pokal-Sieger: 1973, 1976
- Englischer Meister: 1973, 1976, 1977, 1979, 1980, 1982, 1983
- FA-Cup-Sieger: 1974
- Englischer Ligapokal-Sieger: 1981, 1982, 1983
- Community-Shield-Sieger: 1974, 1976, 1977*, 1979, 1980, 1982 *(geteilter Titel)